# Мевис, Мориц
Мориц Мевис (нидерл. Maurice Mewis; 16 сентября 1929, Антверпен, Бельгия — 23 февраля 2017, там же) — бельгийский борец, призёр чемпионатов мира и Европы; старший брат Йозефа Мевиса.

## Спортивная карьера
Борьбой начал заниматься в 1945 году подростком. Имея крайне невысокий рост 1,55 м, боролся в обоих стилях, предпочитал греко-римский.
Дебютировал на международной арене на мировом первенстве в Стокгольме (1950), где был 6-м в греко-римской (классической) борьбе. В 1951 году занял 4-е место на чемпионате мира по вольной борьбе в Хельсинки. Стал автором громкой сенсации, в своей первой схватке на глазах у финской публики победил главного фаворита и олимпийского чемпиона 1948 года Леннарта Виитала.
В 1952 году принял участие в состязаниях по греко-римской борьбе на Олимпийских играх в Хельсинки, но стал лишь 7-м. В 1953 году стал бронзовым призёром чемпионата мира по греко-римской борьбе в Неаполе. Однако на следующем мировом первенстве в Карлсруэ (1955) он выступил крайне неудачно и оказался лишь 15-м. В 1956 году на летних Олимпийских играх в Мельбурне принял участие в соревнованиях по греко-римской борьбе, занял 7-е место. В 1958 году занял 4-е место на чемпионате мира по греко-римской борьбе, только поражение от Шандора Керекеша из Венгрии не позволило ему взять бронзу.
На мировом первенстве в Тегеране (1950) финишировал 9-м, а на летних Олимпийских играх в Риме (1960) стал 10-м в той же дисциплине. На своей четвертой Олимпиаде — в Токио (1964) он занял 4-е место. В 1966 году завоевал бронзовую медаль чемпионата Европы по греко-римской борьбе.
Его сын, Жульен Мевис, участвовал в соревнованиях по борьбе на Олимпийских играх в Монреале (1976) и Москве (1980).